# Lančiūnava
Lančiūnava (hist. pol. Łączynów, Łonczynów, Łanczanów, Łanczunowo) – wieś na Litwie położona w rejonie kiejdańskim okręgu kowieńskiego, 14 km na północny wschód od Kiejdan.

## Historia
Król Zygmunt August dyplomem z 3 maja 1562 roku nadał Piotrowi Kognowickiemu za waleczność w wojnach inflanckich starostwo na tych terenach. Syn jego i Wołłowiczówny, Kazimierz połączywszy ziemie po ojcu z ziemiami sąsiedniej wsi wniesionymi mu w wianie, nazwał je Łączynowem. W rękach męskich potomków Piotra Kognowickiego majątek pozostawał aż do II wojny światowej. Najwybitniejszym przedstawicielem tej linii był Kazimierz Kognowicki (1746–1825), syn Jana, miecznika kowieńskiego i Stankiewiczówny, jezuita i historyk. Ostatnim właścicielem majątku był Stanisław Kognowicki (1863–1941), prezes do 1939 roku Wileńskiego Koła Filistrów Konwentu Polonia, prezes Wileńskiego Prywatnego Banku Handlowego, żonaty po raz pierwszy z Zofią Dmochowską, a po raz drugi ze Stanisławą Dmochowską. 
| rok  | liczba ludności |
| ---- | --------------- |
| 1902 | 163             |
| 1923 | 172 (we dworze) |
| 1959 | 303             |
| 1966 | 526             |
| 1970 | 732             |
| 1978 | 937             |
| 1979 | 514             |
| 1985 | 920             |
| 1989 | 918             |
| 2001 | 655             |
| 2006 | 635             |
| 2011 | 503             |

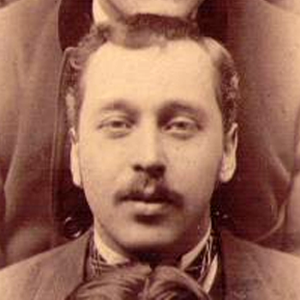
Stanisław Kognowicki, ostatni właściciel Łączynowa i budowniczy pałacu

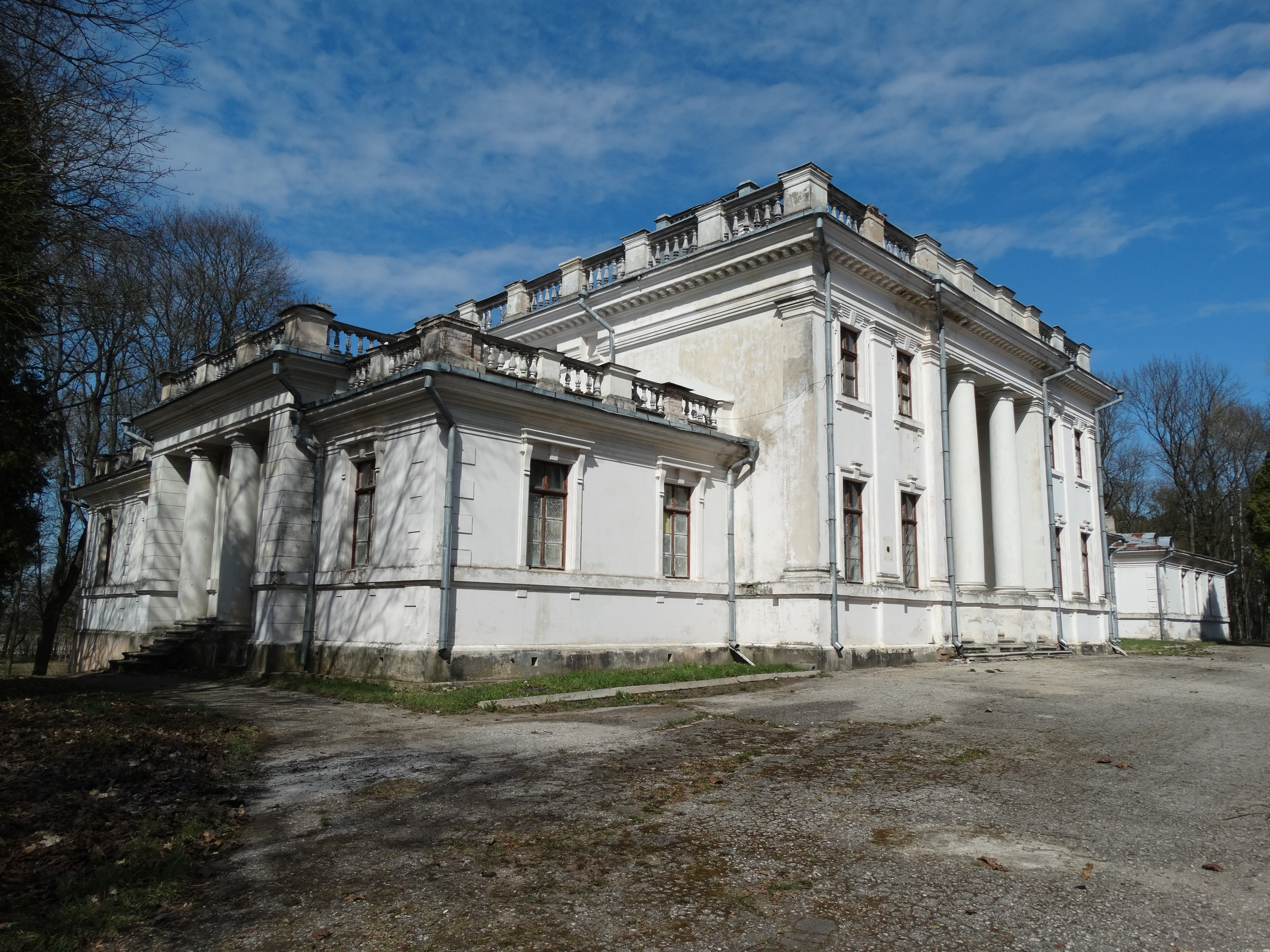
Pałac w Łączynowie (2016)

Po III rozbiorze Polski w 1795 roku Łączynów, wcześniej wchodzący w skład województwa trockiego Rzeczypospolitej, znalazł się na terenie ujezdu kowieńskiego guberni litewskiej, a następnie wileńskiej i kowieńskiej Imperium Rosyjskiego. W drugiej połowie XIX wieku należał do gminy Kiejdany i parafii Opitołoki. Od 1920 roku Łączynów należy do Litwy, która w okresie 1940–1990, jako Litewska Socjalistyczna Republika Radziecka, wchodziła w skład ZSRR.
W 1736 roku wzniesiono tu drewnianą kaplicę katolicką Matki Boskiej. W 1863 roku ówczesny właściciel majątku Zygmunt Kognowicki zaczął budować kamienno-ceglany kościół pw. św. Kazimierza. W związku z wybuchem powstania styczniowego budowa została wstrzymana, ale po otrzymaniu odpowiednich zezwoleń w 1874 roku, w 1880 roku zakończono budowę. W 1885 roku władze zakazały korzystania z tego kościoła, ponownie po drugiej wojnie światowej, do 1991 roku, kościół nie działał.

## Stan obecny
Działa tu szkoła podstawowa, centrum kształcenia zawodowego, przedszkole, przychodnia lekarska, poczta i kawiarnia.

## Pałac
Ostatni właściciel Łączynowa, Stanisław Kognowicki rozebrał stary dwór i postawił tu pałac według projektu Tadeusza Rostworowskiego, który nieco przypominał Pałac Na Wyspie w warszawskich Łazienkach. Budynek składał się z trzech części: siedmioosiowej, dwukondygnacyjnej części środkowej o rzucie kwadratu i dwóch bocznych, dwuosiowych, parterowych. Trzyosiowowa część centralna dużego budynku była ożywiona wgłębnym portykiem o dwóch kolumnach w wielkim porządku. Narożniki portyku były ujęte w ramy pilastrów, które występowały również między wszystkimi oknami. Elewację wieńczył wydatny gzyms podparty kroksztynami. Część portykowa była zwieńczona gładką ścianą attykową, boczne części były zwieńczone balustradą tralkową.
Elewacja ogrodowa miała tylko pięć szeroko rozstawionych osi. Trzy środkowe osie miały parterowy portyk z balkonem wspartym na dwóch filarach i ośmiu kolummnach toskańskich. Balkon otaczała balustrada tralkowa. Nad płaskim dachem czterospadowym wznosił się belweder z czterema półkolistymi oknami, zwieńczony również tralkową balustradą. Nad belwederem była iglica, na której powiewała chorągiew herbowa właścicieli.
Stanisław Kognowicki przekomponował również dawny ogród dworski, tworząc rozległy park krajobrazowy typu angielskiego. Tylko frontowy gazon miał charakter ogrodu francuskiego. Stara i nowa część parku liczyły łącznie około 20 ha. Aleja lipowa miała prawie 3 km długości, aż do folwarku Stasin (obecnie wieś Stasinė).
Po I wojnie światowej majątek podupadł, gdy litewska reforma rolna przeprowadzona w 1922 roku zredukowała drastycznie obszar jego gruntów. Stanisław Kognowicki sprzedał ziemię w Stasinie i wyprowadził się do Wilna. W Łączynowie została jego córka, Zofia (1900–1985), zamężna za Karolem Henrykiem Zabiełłą (1868–1929), właścicielem majątku w Opitołokach i Łabunowie. W 1940 roku majątek Kognowickich upaństwowiono, a pałac zajęła dwuletnia szkoła rolnicza, którą  po zakończeniu wojny zastąpiło technikum mechaniczne, a po kilku latach ponownie uplasowała się tu szkoła rolnicza. Po odzyskaniu przez Litwę niepodległości lokalne władze samorządowe wynajęły pałac miejscowemu rolnikowi, który urządził w nim magazyn zboża i sztucznych nawozów. W 2002 roku pałac nabył prywatny inwestor z zamiarem dokonania jego renowacji i przekształcenia w hotel. W lipcu 2016 roku pałac był opuszczony i zdewastowany. 
Majątek Łączynów został opisany w 3. tomie Dziejów rezydencji na dawnych kresach Rzeczypospolitej Romana Aftanazego.